# Robert Fahey
Robert Leo Fahey (Hobart, 30 de Abril de 1968) é um tenista-real australiano e desde 1994 o atual dominador mundial do esporte. Ele tem defendido sucessivamente seu título até maio de 2014.

## Títulos de simples
- Campeonato Mundial: 1994, 1995, 1996, 1998, 2000, 2002, 2004, 2006, 2008, 2010, 2012, 2014
- Australian Open: 1993, 1994, 1996, 1997, 1998, 2000, 2001, 2002, 2004, 2008
- British Open: 1995, 2000, 2001, 2003, 2005, 2006, 2007, 2008, 2009, 2010, 2011
- French Open: 1993, 1998, 1999, 2000, 2001, 2004, 2005, 2006, 2007, 2008, 2009, 2010, 2011
- U.S. Open: 1993, 2000, 2001, 2002, 2005, 2006, 2007, 2008
- IRTPA Championships (antigo UK Professional): 2001, 2002, 2003, 2004, 2007, 2009
- U.S. Professional / Schochet Cup: 2001, 2003, 2004, 2005, 2006, 2007, 2008, 2009
- European Open: 2005, 2006, 2007, 2011